# Ellisolandia
Ellisolandia, monotipski rod crvenih algi smješten u tribus Corallineae, dio potporodice Corallinoideae. Rod je opisan 2013. a tipična vrsta je veoma rasprostranjena morska alga E. elongata; ima je i u Jadranu

## Sinonimi
- Corallina elongata J.Ellis & Solander 1786, bazionim
- Corallina deshayesii Montagne 1846
- Corallina mediterranea Areschoug 1852
- Corallina officinalis var. mediterranea Kützing 1858
- Corallina officinalis var. mediterranea (Areschoug) Hauck 1883